# Epifitoza
Epifitoza (gr. epi ‘na’, ‘przy’, ‘nad’, ‘zewnętrzny’, ‘tylny’, ‘poprzedni’, ‘poprzedzający’ (w czasie); fito ‘roślina’) – masowe występowanie zachorowań na jedną chorobę w danym czasie i miejscu wśród roślin. Analogicznym pojęciem u zwierząt jest epidemia.
W świecie flory popularnym przykładem jest masowe zamieranie podkarpackich świerków, poprzez epifitozę opieńki ciemnej (Armillaria ostoyae).